# Spring Grove (Illinois)
Spring Grove es una villa ubicada en el condado de McHenry en el estado estadounidense de Illinois. En el Censo de 2010 tenía una población de 5778 habitantes y una densidad poblacional de 256,01 personas por km².

## Geografía
Spring Grove se encuentra ubicada en las coordenadas 42°27′0″N 88°14′31″O / 42.45000, -88.24194. Según la Oficina del Censo de los Estados Unidos, Spring Grove tiene una superficie total de 22.57 km², de la cual 22.49 km² corresponden a tierra firme y (0.36%) 0.08 km² es agua.

## Demografía
Según el censo de 2010, había 5778 personas residiendo en Spring Grove. La densidad de población era de 256,01 hab./km². De los 5778 habitantes, Spring Grove estaba compuesto por el 96.97% blancos, el 0.55% eran afroamericanos, el 0.16% eran amerindios, el 0.78% eran asiáticos, el 0.05% eran isleños del Pacífico, el 0.52% eran de otras razas y el 0.97% pertenecían a dos o más razas. Del total de la población el 3.2% eran hispanos o latinos de cualquier raza.